# Les Arts florissants
Cet article concerne l'opéra de Marc-Antoine Charpentier. Pour l'ensemble musical, voir Les Arts florissants (ensemble musical).

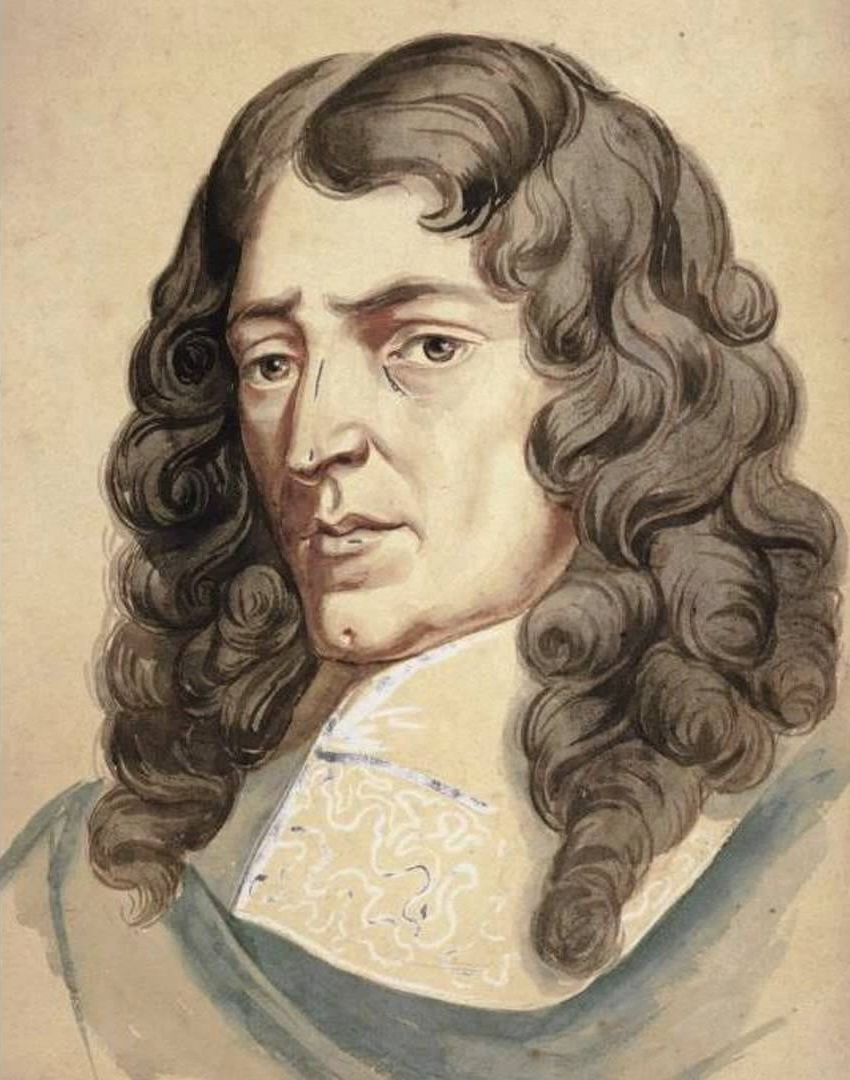
Portrait de Marc-Antoine Charpentier.

Les Arts florissants (H.487) - Les Arts florissans, dans sa graphie originale - est un opéra de chambre (aussi appelé « idylle en musique » par le compositeur) de Marc-Antoine Charpentier. Écrit en 1685, il comporte cinq scènes. Il a été enregistré successivement par William Christie en 1981, Gaëtan Jarry en 2017, Stephen Stubbs en 2019 et James Richman en 2024.

## Rôles
| Rôle           | Tessiture     | Distribution de la création en 1685 (chef d'orchestre : – ) |
| -------------- | ------------- | ----------------------------------------------------------- |
| La Musique     | soprano       | Jacqueline-Geneviève de Brion                               |
| La Poésie      | soprano       | Antoinette Talon                                            |
| La Peinture    | haute-contre  | Marc-Antoine Charpentier                                    |
| L'Architecture | mezzo-soprano | Marie Guilbault de Grandmaison                              |
| La Discorde    | basse         | Pierre Beaupuis                                             |
| La Paix        | soprano       | Elisabeth "Isabelle" Thorin                                 |
| Un Guerrier    | baryton       | Germain Carlier                                             |

## Représentations
- 1982 - Opéra royal de Versailles (6 juin), mise en scène de Jorge Lavelli, Les Arts Florissants, dir. William Christie[1].
- 2016 -  Boston Early Music Festival Vocal & Chamber Ensembles, mise en scène Gilbert Blin, dir. Paul O'Dette & Stephen Stubbs.

## Discographie
- 1980,  Les Arts Florissants, dir. William Christie. CD Harmonia Mundi
- 2018, Ensemble Margueritte Louise, dir. Gaétan Jarry. CD CVS
- 2019, Boston Early Music Festival Vocal & Chamber Ensembles, dir. Paul O'Dette & Stephen Stubbs. CD CPO
- 2024, Dallas Bach Society, New York, Haley Sicking, Patrick Gnage, Baroque Dance Company, dir. James Richman  CD Rubicon